# 佃達哉
佃 達哉（つくだ たつや、1964年5月2日 - ）は、日本の化学者。専門分野は、物理化学・ナノサイエンス・触媒化学など。東京大学大学院理学系研究科化学専攻長教授。広島県出身。

## 経歴
- 1983年 広島学院高等学校卒業[1]
- 1989年 東京大学理学部化学科卒業
- 1994年 東京大学大学院理学系研究科化学専攻博士課程修了、博士（理学）の学位を取得
- 1993年 日本学術振興会特別研究員（DC）
- 1994年
  - 理化学研究所基礎科学特別研究員
  - 東京大学大学院総合文化研究科広域科学専攻 助手
- 2000年 分子科学研究所 助教授（2007.4～ 准教授）
- 2007年 北海道大学触媒化学研究センター 教授
- 2011年 東京大学大学院理学系研究科化学専攻 教授

## 受賞歴
- 1995年 第11回井上研究奨励賞
- 2006年 GOLD2006 best presentation award
- 2009年 日本化学会学術賞

## 研究分野
- 分子クラスター、特に金ナノクラスターの合成におけるサイズ（構成原子数）制御やその物性・触媒的性質の研究で知られる。